# Pelargonium capitatum
Pelargonium capitatum é uma espécie de planta com flor pertencente à família Geraniaceae.
A espécie foi descrita por Charles Louis L'Héritier de Brutelle e publicada em Hortus Kewensis; or, a catalogue...2: 425., no ano de 1789.
Não se encontra protegida por legislação portuguesa ou da Comunidade Europeia.
O seu nome comum é malva-de-cheiro.

## Distribuição
Em Portugal, esta espécie ocorre no arquipélago dos Açores, mais precisamente na ilha de Santa Maria, tratando-se de uma espécie introduzida.

## Sinonímia
Segundo o The Plant List, esta espécie tem os seguintes sinónimos:
- Geraniospermum capitatum (L.) Kuntze
- Geraniospermum clavatum (L'Hér. ex DC.) Kuntze
- Geranium capitatum L.
- Geranium rosa DC.